# Coombs Bay
Coombs Bay (do 13 lipca 1976 Coomb Cove) – zatoka (ang. bay) zatoki Sheet Harbour w kanadyjskiej prowincji Nowa Szkocja, w hrabstwie Halifax; nazwa urzędowo zatwierdzona 10 września 1953.